# Locher (tandradsysteem)

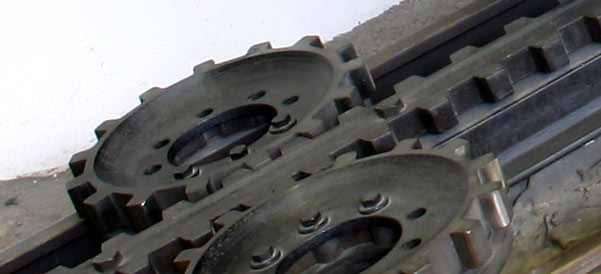
System Locher.

Locher is een tandradsysteem ontwikkeld door de Zwitserse constructeur en bouwmeester Eduard Locher-Freuler (1840-1910).
Locher voerde met 2 andere bouwmeesters de leiding over de aanleg van de Pilatusbahn. Deze tandradbaan is met een gemiddelde stijging van 48% de steilste tandradspoorweg ter wereld. Uitgangspunt van Locher was het gebruik van horizontale tandwielen. Hiermee zou de trein niet in de verticale richting uit de vertanding springen. 
Tot op heden is het systeem van Locher buiten de Pilatusbahn nergens toegepast. De complexe en daardoor kostbare techniek van het Lochersysteem is daaraan debet: het toepassen van gewone tandradwissels is niet mogelijk en om van spoor te wisselen wordt gebruikgemaakt van schuifbruggen en 180 graden in de lengterichting draaiende spoorsegmenten. Bovendien ligt een groot deel van het traject op een speciale fundering en moesten er op grote hoogte in het harde gesteente lange galerijen worden uitgehakt. Hierdoor kon de hellingshoek zo gelijkmatig mogelijk worden gehouden; een noodzakelijk vereiste omdat vooral de stoomketels in de eerste generatie motorrijtuigen horizontaal dienden te blijven. Voor mildere stijgingen - tot zo'n 250 promille - is het goedkoper en eenvoudiger om verticale tandradsystemen toe te passen.